# Bielawki (powiat tczewski)
Bielawki – wieś kociewska w Polsce, położona w województwie pomorskim, w powiecie tczewskim, w gminie Pelplin. Siedziba sołectwa Bielawki, w skład którego wchodzi również wieś Rombark.
W latach 1975–1998 wieś administracyjnie należała do województwa gdańskiego.